# Рамирес Перес, Инес
Ине́с Рами́рес Пе́рес (исп. Inés Ramírez Pérez; род. 1960) — мексиканская крестьянка, сделавшая сама себе кесарево сечение и родившая здорового ребёнка.

## Биография
Родилась в 1960 году в мексиканском штате Оахака, происходит из крестьян, проживающих в Мексике, говорит на сапотекском и немного на испанском. Прославилась на весь мир после того, как в 2000 году кухонным ножом произвела себе кесарево сечение, при этом выжила сама и сохранила жизнь своего сына — Орландо Руиса Рамиреса.
40-летняя Инес Рамирес находилась одна у себя дома в Рио-Талеа (Южная Мексика), когда у неё начались схватки. Ближайшая акушерка находилась слишком далеко — более чем в 80 км от деревни; муж Инес Рамирес, помогавший ей при рождении предыдущих восьмерых детей, находился в соседней деревне. Схватки у женщины усиливались, но роды не происходили, она поняла — что-то идёт неправильно, и решилась самостоятельно провести операцию кесарева сечения. В ночь на 5 марта 2000 года, после непроходящей боли, она сделала эту операцию сама себе: выпила для анестезии крепкого алкоголя, кухонным 15-сантиметровым ножом произвела разрез, который удался только с третьей попытки; через 17-сантиметровый вертикальный разрез она руками вытащила ребёнка — живого мальчика; ножницами перерезала пуповину ребёнку и затем потеряла сознание. На всё это у Инес ушло около часа. В наши дни при кесаревом сечении вскрывают только нижнюю часть живота, в то время как Инес была вынуждена разрезать весь живот до рёбер.
Придя в себя, крестьянка перевязала рану и отправила одного из детей за помощью. Через 16 часов она оказалась в больнице, где перенесла несколько операций и через десять дней была выписана вместе со своим здоровым новорожденным сыном.
В интервью Инес Рамирес так прокомментировала свой поступок: «Я больше не могла терпеть боль. Я решила, что если мой ребёнок умрёт, то и мне незачем жить. Но если ему суждено было выжить, я готова была на всё, чтобы увидеть, как он растёт. У меня не было другого выхода. Я уповала на Бога и надеялась, что Он спасёт нас обоих».
Инес Рамирес Перес считается единственной женщиной, которая выжила после проведения успешной операции кесарева сечения на себе. Её случай был описан в мартовском выпуске «Международного журнала по гинекологии и акушерству» (англ. International Journal of Gynecology & Obstetrics) в 2004 году. По мнению специалистов, Инес Рамирес помогло стечение обстоятельств: она правильно выбрала место для разреза — напротив матки, не попав на кишечник; не произошло инфицирования раны от операции, проведённой в нестерильной среде; она не потеряла сознания от болевого шока или потери крови до конца операции.